# Rosemary Margaret Smith
Rosemary Margaret Smith (Glasgow, Escocia; 1933-2004) fue una botánica, e ilustradora escocesa.

## Algunas publicaciones
- Shahina Agha Ghazanfar, Rosemary M. Smith. 1982. Zingiberaceae. Nº 146 de Flora of Pakistan. Ed. Dept. of Botany, U. de Karachi. 7 pp.

- La abreviatura «R.M.Sm.» se emplea para indicar a Rosemary Margaret Smith como autoridad en la descripción y clasificación científica de los vegetales.[2]